# Drepanosticta adami
Drepanosticta adami là một loài chuồn chuồn kim thuộc họ Platystictidae. Đây là loài đặc hữu của Sri Lanka. Môi trường sống tự nhiên của chúng là rừng ẩm vùng đất thấp nhiệt đới hoặc cận nhiệt đới và sông ngòi. Chúng hiện đang bị đe dọa vì mất môi trường sống.